# 任中师
任中师（?—?），字祖圣，曹州济阴（山东省菏泽市）人，北宋大臣。任载之子，任中正之弟。

## 生平
任中师进士及第，试秘书省校书郎、知平陆县（今山西省平陆县）。宋真宗将祭祀汾阴，任命陈尧叟判河中府（今山西省永济市），以便管理祭祀之事，征召任中师管理整理大臣的笺奏，屡次升迁为著作佐郎，历任知千乘县（今山东省广饶县）、知襄邑县（今河南省睢县），改任秘书丞。通过张知白的推荐，担任右正言。任中正被贬，任中师降职为太常博士、监宿州（今安徽省宿州市）酒税。不久，通判应天府（今河南省商丘市）。
曹利用征召他为群牧判官，改知滑州（今河南省滑县），入京为开封府（今河南省开封市）判官。屡次升迁为尚书度支郎中、直史馆、知澶州（今河南省濮阳市）。以太常少卿、直昭文馆知广州（今广东省广州市）。视事第二天，属吏告诉他按惯例当拜谒祠庙，都是官署里有淫祠，任中师于是命撤去淫祠。兼市舶使，市舶置使从此开始。
还京，担任谏议大夫、判尚书刑部。加集贤院学士，再知澶州。没有成行，进任龙图阁直学士、知并州（今山西省太原市），允许他便宜行事。改人枢密直学士、知益州（今四川省成都市）。之前，转运使韩渎急于谋利，柴草、蔬果之类都征税，任中师上奏请求免除。
康定年间，任布守河阳，数次上书奏事，宋仁宗想要任用他。吕夷简推荐任中师的才能不在任布之下，于是两人一起召入朝廷为枢密副使。第二年，建北京大名府（今河北省大名县），令任中师主管修建。进升为给事中，宣抚河东，没有上任。他请求外任州郡，于是以尚书礼部侍郎、资政殿学士知永兴军（今陕西省西安市）。请求内迁，得知陈州（今河南省淮阳县）。
过了一年，上书：“臣已经年老，本是曹州人，愿得守曹州。”于是知曹州。改户部侍郎。次年，告老，拜太子少傅致仕，进少师。

## 身后
死后，赠太子太傅，谥号安惠。任中师性情安乐随和，平时生活俭约，晚年知晓养生之术，号称大块翁。